# Прибрати перископ
«Прибра́ти периско́п» (англ. «Down Periscope») — американська військова комедія 1996 року. Фільм розповідає про пригоди ексцентричного командира старого підводного човна ВМС США і його екіпажу. В головних ролях: Келсі Греммер, Роб Шнайдер і Лорен Голлі.

## Сюжет
Замість довгоочікуваного атомного підводного човна, капітан Джон Додж одержує в розпорядження допотопну дизельну руїну. Судячи із зовнішнього вигляду, єдине, на що вона здатна — це останнє і дуже швидке занурення. Однак його це не бентежить, адже він найвеселіший і найвідчайдушніший капітан флоту США, справжній морський вовк із татуюванням на інтимному місці. До пари йому добирався і екіпаж. Більш ексцентричних і безглуздих матросів у природі не буває. А коли як експеримент на човен призначається жінка-офіцер, і без того неспокійні члени екіпажу просто божеволіють.

## У ролях
- Келсі Греммер — Томас Додж, лейтенант-командер, капітан «Стінгрея»
- Лорен Голлі — Емілі Лейк, лейтенант, офіцер занурення на «Стінгреї»
- Роб Шнайдер — Мартін Дж. Паскаль, лейтенант, старший помічник на «Стінгреї»
- Гаррі Дін Стентон — Говард, головний інженер «Стінгрея»
- Брюс Дерн — Йенсі Грехем, контрадмірал
- Вільям Мейсі — Карл Нокс, командер, капітан «Орландо»
- Кен Гадсон Кемпбелл — Бакмен, матрос, кок «Стінгрея»
- Тобі Гасс — Нітро, матрос, електрик «Стінгрея»
- Дуейн Мартін — Джефферсон Джексон, матрос, рульовий «Стінгрея»
- Джонатан Пеннер — Стенлі Сільвестерсон, матрос, рульовий «Стінгрея»
- Бредфорд Татум — Бред Стапанек, машиніст 1-го рангу на «Стінгреї»
- Гарланд Вільямс — І. Т. Ловаселлі «Слухач», акустик 2-го класу на «Стінгреї»
- Ріп Торн — Дін Вінслоу, віцеадмірал
- Денніс Фімпл — рибалка

## Цікаві факти
- «Стінгрей» — насправді був знятий на кораблі-музеї «Пампаніто», підводний човен часів Другої світової війни класу «Балао».
- АПЧ «Орландо» (регістр SSN-852) — вигаданий підводний човен класу «Лос-Анджелес». В ВМС США не існує човна з такою назвою або регістром. Всі кадри були зняті на різних човнах цього класу.
- В деяких країнах фільм названий «Видіння курця» (англ. Pipe Dreams). В Угорщині він названий «Вогонь під водою» (англ. Fire Under Water). В Латинській Америці він названий «Психи на палубі» (англ. Crazys on Board).
- Кадр спливання «Орландо» був взятий з фільму «Полювання за „Червоним Жовтнем“».